# Тыныш Осып
Ты́ныш О́сып (псевдоним, настоящее имя — Ио́сиф Алексе́евич Бори́сов, 1 апреля 1893, Куршембал, Сотнурская волость, Царевококшайский уезд, Казанская губерния — 5 апреля 1971, Йошкар-Ола, Марийская АССР) — марийский советский писатель, драматург, переводчик, редактор, педагог, исследователь марийского языка и литературы, общественно-политический деятель. Член Союза писателей СССР с самого момента возникновения организации. Принадлежит к старейшему поколению марийских писателей. Член ВКП(б) с 1930 года.

## Биография
Родился в бедной крестьянской семье. Учился в Ронгинской двухклассной школе и Казанской церковно-учительской школе. Сельский учитель, в 1915—1917 годах — дьякон, затем заведующий школами в Арино и Оршанке.
С 1928 года — выпускающий редактор литературно-художественного журнала «У вий».
Известен как участник I Всероссийского съезда крестьянских писателей в Москве (3—8 июня 1929 года), где встречался и общался с классиком русской литературы М. Горьким.
В самом начале 1930-х годов учился в Казанском восточно-педагогическом и Марийском педагогическом институтах. Преподаватель Марийского учительского института, директор Марийского педрабфака, сотрудник Маркнигоиздата. Учился на центральных курсах редакторов-переводчиков при ЦК ВКП(б).
В октябре 1937 года арестован по ложному обвинению, находился в заключении.
В 1944—1945 годах проходил службу в Красной Армии, до конца войны служил в воинской части п. Сурок Марийской АССР писарем.
После войны — сотрудник института усовершенствования учителей, преподаватель МГПИ им. Н. К. Крупской и музыкального училища.
Умер 5 апреля 1971 года в Йошкар-Оле. Похоронен на Туруновском кладбище.

## Литературная деятельность
Начал писать со школы, а публиковаться — после революции. Внёс большой вклад в развитие театрального искусства. Является автором пьесы «Закон шумлык» («Виноват закон»), с постановки которой начинается история Марийского передвижного театра (позже — Марийского национального театра драмы им. М. Шкетана). Автор пьес «Кӱтӱчӧ Когой» («Пастух Когой»), «Кок поп» («Два попа») и др.
Член Союза писателей СССР с самого момента основания организации в 1934 г. Участник I съезда Союза писателей РСФСР (1958).
В том же году издал сборник прозы «Эр ӱжара» («На заре»). Долгое время работал над романом-трилогией «Анук акай» («Сестра Анук»).
Активно работал как переводчик, им на родной язык переведены повести и рассказы «Бронепоезд 14-69» Вс. Иванова, «Лесная избушка» Л. Воронковой, «Дед Архип и Лёнька», «Забастовка в Парме» М. Горького и др.

## Научная деятельность
В 1936 году издал научный труд «Марийский литературный язык и очередные задачи языковой культуры».
Участвовал в составлении марийского букваря, учебников и методических пособий для школ, был автором-составителем хрестоматий по литературе и книг для чтения. Один из авторов учебника «Грамматика марийского языка. Синтаксис».

## Общественно-политическая деятельность
С 1925 года — сотрудник Президиума Марийского ОБИК. Член Марийского ОБИК (1936—1937).

## Память
- С конца 1970-х годов имя писателя носит одна из улиц г. Йошкар-Олы[6].
- Именем писателя Тыныша Осыпа названа улица в его родной деревне Куршембал[7][8].

## Награды
- Орден «Знак Почёта» (1967) — в связи с 50-летием советской власти[9].
- Почётная грамота Президиума Верховного Совета РСФСР (1963)
- Почётная грамота Президиума Верховного Совета МАССР (1958)[5]

## Основные произведения
Далее представлен список основных произведений Т. Осыпа на марийском языке и в переводе на русский язык и театральных постановок.

### На марийском языке
- Закон шумлык: ончыктымаш [Виноват закон: пьеса]. Казань, 1919. 24 с.
- Войнашке: ончыктымаш [На войну: пьеса]. Казань, 1920. 32 с.
- Кок поп: ончыктымаш [Два попа: пьеса]. Казань, 1920. 96 с.
- Кӱтӱчӧ Когой: ончыктымаш // У вий. 1928. № 1. С. 37—40.
- Лочо илыш: 1905 ийысе революций годсо жап гыч ойлымаш // У вий. 1931. № 1—2. С. 5—15; № 3. С. 3—43.
- Эр ӱжара: повесть ден шарнымаш-влак [На заре: повесть и воспоминания]. Йошкар-Ола, 1958. 100 с.
- Анук акай: роман [Сестра Анук]. Йошкар-Ола. 1-ше кнага. 1961. 168 с.; 2-шо кнага. 1964. 200 с.; 3-шо кнага. 1967. 252 с.
- Сулык индыра: «Юмо деч посна» повесть гыч ужаш // Ончыко. 1968. № 2. С. 92—96.
- Кок тӱс: ойлымаш // Ончыко. 1972. № 2. С. 60—63.

### В переводе на русский язык
- Буран: рассказ / пер. С. Захарова // Солнце над лесами. Йошкар-Ола, 1979. С. 148—162.
- Запретные книги: отрывок из романа «Сестра Анук» / пер. В. Муравьёва // Солнце над лесами. Йошкар-Ола, 1984. С. 55—62.

### Театральные постановки
- Закон шумлык [Виноват закон]. (Мар. театр) 1919.
- Кок поп [Два попа]. (Мар. театр) 1922.